# Marquesado de Huelves
El marquesado de Huelves es un título nobiliario español creado el 27 de diciembre de 1884 por el rey Alfonso XII, a favor de Martín Salto Huelves, gran cruz de Isabel la Católica, marqués pontificio, abogado y diputado a Cortes por Puerto Rico.

## Armas
En sinople una torre, de plata, superada de un águila de oro y un león, de oro, arrimado a la torre. Bordura de gules con ocho aspas, de oro.

## Marqueses de Huelves

Escudo del municipio de Huelves en la Provincia de Cuenca.

|                          | Titular                   | Periodo                  |
| Creación por Alfonso XII | Creación por Alfonso XII  | Creación por Alfonso XII |
| ------------------------ | ------------------------- | ------------------------ |
| I                        | Martín Salto Huelves      | 1884-1891                |
| II                       | Carlos Salto Cortés       | 1891-1912                |
| III                      | Luis Salto Cortés         | 1913-1977                |
| IV                       | Carlos Salto Sánchez      | 1981-2022                |
| V                        | Gonzalo de la Serna Salto | 2023-actual titular      |

## Historia de los marqueses de Huelves
- Martín Salto Huelves (1849-1891), I marqués de Huelves.[1]

Casó con en primeras nupcias con Ignacia Bernuy Valda,  V marquesa de Orani (1816- 1874). Contrajo un segundo matrimonio con Carolina Cortés Allonca. En 15 de febrero de 1892, le sucedió su hijo de su segundo matrimonio:
- Carlos Salto Cortés, II marqués de Huelves.[1] En 20 de enero de 1913, le sucedió su hermano:

- Luis Salto Cortés (m. 18 de octubre de 1977), III marqués de Huelves.[1] En 12 de marzo de 1981, le sucedió su nieto:[1]

- Carlos Salto Sánchez (m. Madrid, 26 de octubre de 2022[3]), IV marqués de Huelves.[4] Sucedió su sobrino:

- Gonzalo de la Serna Salto, V marqués de Huelves.[5]